# Batrisodes cavernosus
Batrisodes cavernosus är en skalbaggsart som beskrevs av Park 1951. Batrisodes cavernosus ingår i släktet Batrisodes och familjen kortvingar. Inga underarter finns listade i Catalogue of Life.